# Huszár Géza

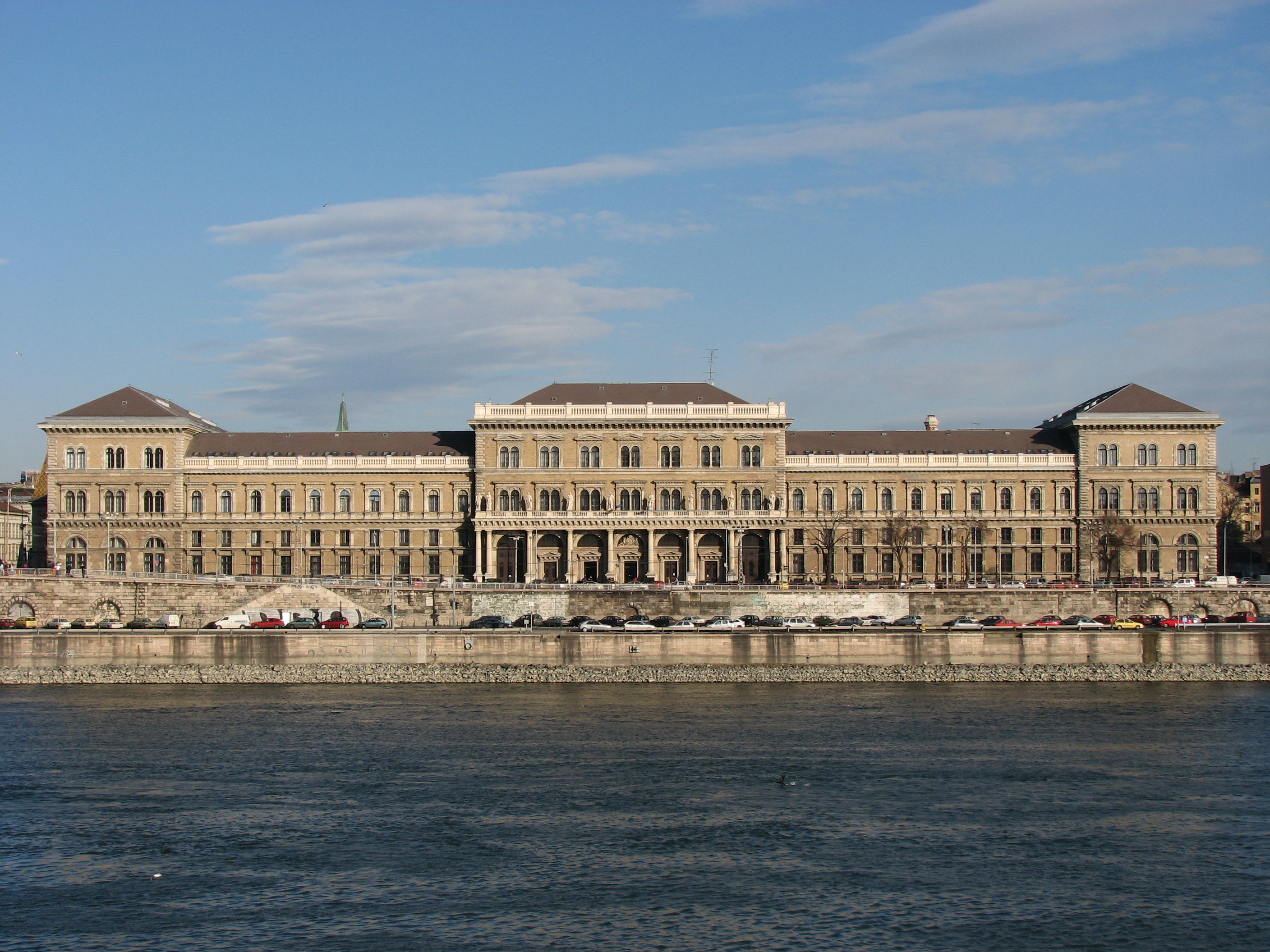
1926-1961 között a Budapesti Közgazdaságtudományi Egyetemen tanított

Huszár Géza (Stájerlakanina, 1895. július 25. – Budapest, 1965. február 21.) magyar matematikus, közgazdász, egyetemi tanár, tanszékvezető, a járadékszámítás, a biztosítási számítások és az interpolációszámítás nemzetközileg elismert szakértője.
| Huszár Géza Péter                         | Huszár Géza Péter                                                            |
| Kattints az alábbi külső linkek egyikére! | Kattints az alábbi külső linkek egyikére!                                    |
| ----------------------------------------- | ---------------------------------------------------------------------------- |
| Nem található szabad kép.(?)              |                                                                              |
| külső link · jogvédett                    | Huszár Géza. Nemzeti Sírhelyek. A fénykép forrása: A Vojnovich-Huszár villa. |

## Szakmai pályafutása
A Lugosi Állami Főgimnáziumban érettségizett 1913-ban. A Budapesti Tudományegyetemen – az Eötvös Collegium tagjaként – matematika–fizika szakos középiskolai tanári oklevelet és a budapesti tudományegyetemi Közgazdaság-tudományi Karon közgazdászdoktori oklevelet szerzett 1920-ban. A határozott lejáratú és a biztosítási járadékok matematikája című tárgykörből magántanári képesítést szerzett 1935-ben, a matematikai tudományok kandidátusa fokozatot 1953-ban szerezte meg addigi tevékenységéért. A budapesti Bocskai István Katonai Reáliskola nevelőintézeti tanára (1920–1926), az Országos Társadalombiztosító Intézet (OTI) fogalmazója, segédtitkára (1929–1937), az Első Magyar Általános Biztosító Társaság tanácsadó matematikusa (1937–1944).
A budapesti tudományegyetemi Közgazdaság-tudományi Kar Biztosítási Matematikai Tanszékének egyetemi tanársegéde (1926–1930), egyetemi adjunktusa (1926–1939). A József Nádor Műszaki és Gazdaságtudományi Egyetem (JNMGE) Gazdaságtudományi Kar Kereskedelmi és Politikai Számtan és Biztosítási Matematika Tanszékének magántanára (1935–1939), a biztosítási matematika nyilvános rendkívüli tanára (1939–1940), nyilvános rendes tanára (1940–1948). A Magyar Közgazdaság-tudományi Egyetem, illetve az MKKE Gazdaságmatematikai Tanszékének nyilvános rendes tanára (1948–1952), egyetemi tanára (1952–1961) és a Tanszék vezetője (1948–1961). A BME Közgazdaságtudományi Karának dékánja (1945–1946), majd  1956-1960 között pedig az Ipar Kar dékánja volt.
Az Állami Biztosító szakértője (1959-től). Biztosítási matematikai kérdésekkel foglalkozott. Nemzetközileg is jelentős eredményeket ért el a járadékszámítás, a biztosítási számítások és az interpolációszámítás problémáinak kutatása terén. A Magyar Biztosítástudományi Szemle főszerkesztője is volt.

## Főbb művei
- Huszár Géza (1895-1965) 52 publikációjának az adatai. OSZK. Katalógus[8]
- A kamatlábfeladat és a Graeffe-, Bernoulli-féle gyökközelítő módszerek (Kereskedelmi Szakoktatás, 1927)
- Az xn+1-xn+p=0 egyenlet gyökeiről (Matematikai és Fizikai Lapok, 1930)
- Sur les itérations élémentaires concernant la formule d'Euler. Prague. 1935
- Über die Aufgaben der Mathematik in der rationellen Leitung der Sozialversicherung (Budapest, 1935)
- A nagy számok törvénye és a díjtartalék (Magyar Biztosítástudományi Szemle, 1938)
- Szociális biztosításunk és magánbiztosításunk kapcsolata. – Az Euler-féle kölcsöntörlesztési képlettel kapcsolatos két új iterációs eljárás (Magyar Biztosítástudományi Szemle, 1939)
- Magyar bányamunkások nyugbérbiztosításának technikai alapjai. 1 melléklettel (Budapest, 1939)
- A díjtartalékfedezetül szolgáló bérházingatlanok technikailag helyes értékelése (Magyar Biztosítástudományi Szemle, 1940)
- A Bailly-formula eredményéről (Magyar Biztosítástudományi Szemle, 1941)
- A Bailly-formula racionális megfelelője (Magyar Biztosítástudományi Szemle, 1943)
- A kockajátékról (A Magyar Közgazdaságtudományi Egyetem Gazdasági Matematikai Tanszékének Kiadványai. 1. Budapest, 1948)
- A számolás. Gazdasági matematikai bevezető előadás (A Magyar Közgazdaságtudományi Egyetem Gazdasági Matematikai Tanszékének Kiadványai. 2. Budapest, 1948)
- A hétköznap arithmetikája (A Magyar Közgazdaságtudományi Egyetem Gazdasági Matematikai Tanszékének Kiadványai. 3. Budapest, 1949)
- Módszeres devizakémlés (A Magyar Közgazdaságtudományi Egyetem Gazdasági Matematikai Tanszékének Kiadványai. 4. Budapest, 1948)
- A kölcsönök arithmetikája (Budapest, 1949)
- Gazdasági matematika. Egyetemi jegyzet és példatár (Budapest, 1951)
- Táblázatok a gazdasági számtanhoz közgazdasági középiskolák számára. Összeáll. Krekó Bélával (Budapest, 1951. 6. kiad. 1955. 8. kiad. 1958. 10. kiad. 1959)
- Egy új interpolációs módszerről (Az Első Magyar Matematikai Kongresszus Közleményei, 1953)
- A Marx Károly Közgazdaságtudományi Egyetem (Felsőoktatási Szemle, 1953)
- Kettős interpoláció (Az MKKE Évkönyve, 1955. Szerk. Forgács Tibor, László Imre, Kádár Iván. Budapest, 1956)
- Matematika. Egy. tankönyv. I. köt. Kombinatorika (Budapest, 1957) II–III. kötet. Aritmetika és analízis (Budapest, 1959) IV. köt. Algebra (Budapest, 1960)
- Az {SV [B(r+kq)n]} összegről (Az MTA Matematikai és Fizikai Osztálya Közleményei, 1960)
- Táblázatok a gazdasági számtanhoz közgazdasági technikumok számára. Összeáll. Krekó Bélával és Pap Andrással (14. bővített kiadás. 1963. 18. bővített kiadás. Budapest, 1968. 22. bővített kiadás. 1972)

## Emlékezete
- Budapesten (Budatétény, XXII. kerület, Művelődés út 37. = Huszár–Vojnovich-villa) élt és tevékenykedett, a Farkasréti temetőben nyugszik. Sírját a Nemzeti Emlékhely és Kegyeleti Bizottság védetté nyilvánította (2004-ben).[9] A villát 1928-ban vásárolta meg Huszár Géza, s családjával ott élt haláláig. A villa komoly társadalmi összejövetelek színhelye volt, ahol gyakran fellépett ifj. Huszár Géza is. A professzor emlékét a villa toronyrészén emléktáblával örökítették meg.